# Giulia della Rovere
Giulia Feltria della Rovere (Casteldurante, 1531 – Ferrara, 4 aprile 1563) fu una nobildonna di Urbino, marchesa di Montecchio.

## Biografia
Era figlia del duca di Urbino Francesco Maria I della Rovere e di Eleonora Gonzaga.
Venne data in sposa ad Alfonso d'Este, figlio illegittimo di Alfonso I d'Este, duca di Ferrara, e di Laura Dianti. Il matrimonio venne celebrato il 3 gennaio 1549.
Giulia morì nel 1563 e Alfonso si risposò con Violante Segni, da cui ebbe altri due figli, Ippolita (1565-1602) e Alessandro (1568-1624), cardinale.

## Discendenza
Giulia e Alfonso ebbero quattro figli:
- n.n. (morto in fasce, sepolto il 23 novembre 1559)[3]
- Alfonsino (14 novembre 1560-4 settembre 1578), che sposò la cugina Marfisa d'Este;
- Eleonora (Ferrara, 23 novembre 1561-Napoli, 26 novembre 1637); che sposò il principe Carlo Gesualdo da Venosa.
- Cesare (8 ottobre 1562-11 dicembre 1628); che sposò Virginia de' Medici;

## Ascendenza
|                                |                    |                         | Genitori                         |  |  | Nonni |  |  | Bisnonni               |  |  | Trisnonni             |  |
|                                |                    |                         |                                  |  |  |       |  |  | Raffaello della Rovere |  |  | Leonardo della Rovere |  |
|                                |                    |                         |                                  |  |  |       |  |  | Raffaello della Rovere |  |  | Leonardo della Rovere |  |
|                                |                    | Luchina Monleoni        |                                  |  |  |       |  |  | Raffaello della Rovere |  |  |                       |  |
| Giovanni della Rovere          |                    |                         |                                  |  |  |       |  |  | Raffaello della Rovere |  |  |                       |  |
|                                |                    | Teodora Manirolo        | Giovanni Manirola                |  |  |       |  |  |                        |  |  |                       |  |
|                                |                    | Teodora Manirolo        | Giovanni Manirola                |  |  |       |  |  |                        |  |  |                       |  |
|                                |                    | Teodora Manirolo        | …                                |  |  |       |  |  |                        |  |  |                       |  |
| Francesco Maria I della Rovere |                    | Teodora Manirolo        |                                  |  |  |       |  |  |                        |  |  |                       |  |
|                                |                    | Federico da Montefeltro | Guidantonio da Montefeltro       |  |  |       |  |  |                        |  |  |                       |  |
|                                |                    | Federico da Montefeltro | Guidantonio da Montefeltro       |  |  |       |  |  |                        |  |  |                       |  |
|                                |                    | Federico da Montefeltro | Elisabetta degli Accomanducci    |  |  |       |  |  |                        |  |  |                       |  |
| Giovanna da Montefeltro        |                    | Federico da Montefeltro |                                  |  |  |       |  |  |                        |  |  |                       |  |
|                                |                    | Battista Sforza         | Alessandro Sforza                |  |  |       |  |  |                        |  |  |                       |  |
|                                |                    | Battista Sforza         | Alessandro Sforza                |  |  |       |  |  |                        |  |  |                       |  |
|                                |                    | Battista Sforza         | Costanza da Varano               |  |  |       |  |  |                        |  |  |                       |  |
| Giulia della Rovere            |                    | Battista Sforza         |                                  |  |  |       |  |  |                        |  |  |                       |  |
|                                | Federico I Gonzaga | Ludovico III Gonzaga    |                                  |  |  |       |  |  |                        |  |  |                       |  |
|                                | Federico I Gonzaga | Ludovico III Gonzaga    |                                  |  |  |       |  |  |                        |  |  |                       |  |
|                                | Federico I Gonzaga | Barbara di Brandeburgo  |                                  |  |  |       |  |  |                        |  |  |                       |  |
| Francesco II Gonzaga           | Federico I Gonzaga |                         |                                  |  |  |       |  |  |                        |  |  |                       |  |
|                                |                    | Margherita di Baviera   | Alberto III di Baviera           |  |  |       |  |  |                        |  |  |                       |  |
|                                |                    | Margherita di Baviera   | Alberto III di Baviera           |  |  |       |  |  |                        |  |  |                       |  |
|                                |                    | Margherita di Baviera   | Anna di Braunschweig-Grubenhagen |  |  |       |  |  |                        |  |  |                       |  |
| Eleonora Gonzaga della Rovere  |                    | Margherita di Baviera   |                                  |  |  |       |  |  |                        |  |  |                       |  |
|                                |                    | Ercole I d'Este         | Niccolò III d'Este               |  |  |       |  |  |                        |  |  |                       |  |
|                                |                    | Ercole I d'Este         | Niccolò III d'Este               |  |  |       |  |  |                        |  |  |                       |  |
|                                |                    | Ercole I d'Este         | Ricciarda di Saluzzo             |  |  |       |  |  |                        |  |  |                       |  |
| Isabella d'Este                |                    | Ercole I d'Este         |                                  |  |  |       |  |  |                        |  |  |                       |  |
|                                |                    | Eleonora d'Aragona      | Ferdinando I di Napoli           |  |  |       |  |  |                        |  |  |                       |  |
|                                |                    | Eleonora d'Aragona      | Ferdinando I di Napoli           |  |  |       |  |  |                        |  |  |                       |  |
|                                |                    | Eleonora d'Aragona      | Isabella di Chiaromonte          |  |  |       |  |  |                        |  |  |                       |  |
|                                |                    | Eleonora d'Aragona      |                                  |  |  |       |  |  |                        |  |  |                       |  |